# エマニュエル・サエズ
エマニュエル・サエズ（Emmanuel Saez、1972年11月26日 - ）は、スペインで生まれたフランスの経済学者。カリフォルニア大学バークレー校の教授である。トマ・ピケティとの共同研究の成果として、世界各国における貧困層、中間層、富裕層の収入格差の状況を明らかにした。サエズとピケティの研究は、アメリカ合衆国において最上位の所得を得ている人々の所得が、国民総所得に占める比率を過去30年以上にわたって拡大してきた結果、1930年代の大不況以前の状態に匹敵するほどの著しい不平等が生じていることを明らかにした。サエズは、富裕層への課税強化が望ましいと主張し、最高税率を70%ないし90%まで引き上げるよう提案している。サエズは、2009年にジョン・ベイツ・クラーク・メダル (John Bates Clark Medal) を受賞しており、2010年にはマッカーサー・フェローに名を連ねた。

## 受賞
サエズは、「経済学の理論や知見に最も重要な貢献をした40歳以下のアメリカ合衆国の経済学者」に贈られるジョン・ベイツ・クラーク・メダルを2009年に受賞した。サエズの研究業績は、主に公共経済学分野におけるものである。2009年のジョン・ベイツ・クラーク・メダルの受賞理由には、次のように記されている

"[Saez's] work attacks policy questions from both theoretical and empirical perspectives, on the one hand refining 
the theory in ways that link the characteristics of optimal policy to measurable aspects of the economy and of 
behavior, while on the other hand undertaking careful and creative empirical studies designed to fill the gaps 
in measurement identified by the theory.  Through a collection of interrelated papers, he has brought the 
theory of taxation closer to practical policy making, and has helped to lead a resurgence of academic interest 
in taxation."

「その業績は理論・経験の両面から政策課題に挑戦したものであり、一方で、最適な政策の特徴を経済や行動の計測可能な側面に関連づけながら、理論を精緻化し、他方では、理論的に規定された計測上の空隙を埋めるべく、周到かつ独創的な実証研究を行なっている。一連の論文全体を通して、彼は、実際の政策決定に近い課税の理論を生み出し、税制に対する学術的関心の高まりを主導した。」

2010年、サエズは、所得と課税政策を関連づけた業績によって、マッカーサー・フェローに選ばれた。
2023年にはクラリベイト引用栄誉賞を受賞した。

## 研究業績
サエズは、最適課税と所得移転の理論について、数多くの業績を残しており、富と所得の不平等、資本所得課税や、退職者層について論じている。理論的業績に加え、実証研究も数多く著しており、その多くは自らの理論的研究をアメリカ合衆国の世帯単位の統計データを用いて検証したものである。最上位0.1%の所得上位層、富裕層に焦点を当てたサイズの研究は、格差の「大幅な圧縮 (great compression)」と「大幅な拡大 (great divergence)」の理論へと展開した。この業績は、理想的な富の分配をめぐるコンセンサスへとつながる有意義な研究成果であった。
サエズの研究は、富や所得の分配において最上位となる世帯に注目したものである。こうした世帯は、アメリカ合衆国における課税対象として重要な位置を占めている。
アメリカ企業研究所 (American Enterprise Institute) のジェームズ・ペトコーキス (James Pethokoukis) のような保守派の批評家は、サエズとピケティが計測したのは「市場所得 (market income)」、すなわち、政府から支給される所得を除外した税引き前の所得に過ぎないと批判している。サエズはこれを、税金の還付申告書に記された、何も控除されていない総所得と説明している。しかし、この金額には、失業保険、社会福祉給付、フードスタンプ、メディケア、メディケイド、社会保険や、事業主が提供する健康保険などは含まれていない。サエズは、この数値は1913年以降一貫して計測することが可能な、入手可能な統計数値として最善のものであると述べているが、批判する側は、このような数値の性格が不平等を誇大に表現していると主張している。
詳細は、en:Tax Policy and Economic Inequality in the United States を参照。
2011年、サエズはピーター・ダイアモンド (Peter Diamond) とともに、メディアの注目をおおいに集めた論文を公表し、北大西洋諸国（欧米先進諸国）の社会において正当な最高税率は73%である（アメリカ合衆国については42.5%）と論じた

## 人物
サエズは、サーフィンを愛する「気楽な」人物と評されている。伝えられるところでは、サエズはこれまでに、シカゴ大学、ハーバード大学、さらに母校マサチューセッツ工科大学経済学部からの招聘を断ってきたとされている。

## 著作
- Handbook of Public Economics, Vol. 5, Volume 5 (Handbooks in Economics: Different Titles) North Holland; 1版 (2013/08)
- Le Triomphe de l'injustice - Richesse, évasion fiscale et démocratie, Seuil, 2019.
  - 山田美明訳 『つくられた格差 - 不公平税制が生んだ所得の不平等』（光文社, 2020年） - ガブリエル・ズックマンとの共著。